# Estádio Latinoamericano
O Estádio Latinoamericano é um estádio localizado na cidade de Havana, Cuba, é utilizado para jogos de beisebol e é o maior estádio do esporte no país, foi inaugurado em 1946 com o nome de Grande Estádio de Havana e é a casa do time dos Industriales.